# 李天来
李天来（1955年11月12日—），辽宁绥中人，中国设施园艺专家，沈阳农业大学副校长、教授。1982年毕业于沈阳农业大学蔬菜专业。1988年获日本山形大学硕士学位，1996年获沈阳农业大学博士学位。2015年当选为中国工程院院士。